# Герб Броварського району
Герб Брова́рського райо́ну — офіційний символ Броварського району Київської області, затверджений сесією Броварської районної ради XXIII скликання 20 жовтня 1998 року.
Художник — М. Юхта, консультант від УГТ — О. Кохан.

## Опис
Основою герба є великий щит, що має класичну форму з заокругленою нижньою частиною, блакитного кольору з двома срібними боковими вертикальними хвилястими лініями.
На нижньому полі розміщене зображення золотого коня. Кінь стоїть з піднятим лівим переднім та правим заднім копитами на фоні відкритої золотої брами та срібної брами з трьома золотими вежами, що є художнім втіленням ідеї «Золотого ключа».
Щит обрамлений золотим вінком (картушем), у складі якого листя хвойних та листяних порід дерев. Картуш увінчаний квіткою калини.

## Значення символіки
Бровари — це східні ворота Києва, до яких в усі часи сходились дороги, — звідси ідея срібної фортеці зі золотими ворітьми.
Зображення золотого коня пов'язане з народними легендами про град Крем, на ворітницях брами якого був зображений вершник. Побутує також переказ про хлопця-семилітка, який першим приручив дикого коня.
Срібні хвилясті смуги символізують річки Десну та Трубіж, між якими сформувалася територія району.
Квітка калини символізує Київську область, до складу якої входить Броварщина, і Україну, а вінок із гілок сосни, дуба та берези розповідає про найхарактернішу для району рослинність.